# Gorillák a ködben
A Gorillák a ködben (Gorillas in the Mist) 1988-ban bemutatott filmdráma Michael Apted rendezésében, amely Dian Fossey antropológusnő életének történetét dolgozza fel. Fossey a ruandai hegyi gorillák megmentéséért vívott harcot. Különleges módszereivel sikerült elnyernie az állatok bizalmát: utánozta hangjukat és mozdulataikat, leveleket rágcsált, s közben mindent megtudott a gorillákról, amit csak ember megtudhatott róluk. Dian Fossey 18 évet töltött a gorillák tanulmányozásával Ruandában.
A film Harold Hayes, Dian Fossey, Anna Hamilton Phelan és Tab Murphy írásai alapján készült, a könyvhöz képest megjelenik egy romantikus szál, amely Diannek Bob Campbell-lel folytatott viszonyát meséli el.
A film forgatása után Sigourney Weaver a Dian Fossey Gorilla Alapítvány támogatójává vált, jelenleg az alapítvány tiszteletbeli elnöke.

## Szereplők
| Szerep            | Színész               | Magyar hang    |
| ----------------- | --------------------- | -------------- |
| Dian Fossey       | Sigourney Weaver      | Kocsis Mariann |
| Bob Campbell      | Bryan Brown           | Szersén Gyula  |
| Roz Carr          | Julie Harris          | Dallos Szilvia |
| Sembagare         | John Omirah Miluwi    | Kassai Károly  |
| Dr. Louis Leakey  | Iain Cuthbertson      | Makay Sándor   |
| Claude Van Vecten | Constantin Alexandrov | Papp János     |
| Mukara            | Waigwa Wachira        | Kautzky Armand |
| Brendan           | Iain Glen             | Zalán János    |
| Larry, diák       | David Lansbury        | Lux Ádám       |
| Kim, diáklány     | Maggie O'Neill        | Balogh Erika   |
| Rushemba          | Konga Mbandu          |                |
| Howard Dowd       | Michael J. Reynolds   | Izsóf Vilmos   |
| fotós             | Gordon Masten         | Botár Endre    |
| batwa főnök       | Peter Nduati          |                |
| Mme. Van Vecten   | Helen Fraser          |                |

## Díjak és jelölések
Golden Globe-díj (1989)
- díj: legjobb filmzene: Maurice Jarre
- díj: legjobb színésznő – drámai kategória: Sigourney Weaver
- jelölés: legjobb film – drámai kategória

BAFTA-díj (1990)
- jelölés: legjobb operatőr: John Seale

Oscar-díj (1989)
- jelölés: legjobb női főszereplő: Sigourney Weaver
- jelölés: legjobb adaptált forgatókönyv: Tab Murphy, Anna Hamilton Phelan
- jelölés: legjobb hang
- jelölés: legjobb vágás: Stuart Baird
- jelölés: legjobb filmzene: Maurice Jarre

## Filmzene
- Peggy Lee – September in the Rain
- Peggy Lee – It's A Good Day
- Peggy Lee – Sugar

## Érdekességek
- A filmben többször is gorilla jelmezeket használtak, az nyilvánvaló anatómiai különbségek ellenére is. A film rendezője Michael Apted, ahol csak lehetséges volt igazi gorillákat használt filmje elkészítéséhez. "Rick Baker teljesítette a kihívást, és létrehozta a tökételes gorilla jelmezt"
- Sembagare karaktere (John Omirah Miluwi) valós személyen alapul, aki Rosamund Carr egykori otthonában árva fiúként nevelkedett az 1994-es a ruandai népirtás után.
- Jessica Lange visszautasította a főszerepet.